# Palingenèsia
Palingenèsia és el concepte de regenerar-se o tornar a néixer que es troba en diferents camps com la filosofia, la teologia, la biologia o la política. El mot prové del grec: 'palin' (de nou) i 'genesis' (naixement).
En filosofia, es refereix a la doctrina que afirma la regeneració o reaparició periòdica dels mateixos esdeveniments, de les mateixes ànimes i de la mateixa realitat com a conjunt, i equival a l'etern retorn. En teologia, la paraula pot referir-se a la reencarnació o al renaixement espiritual cristià simbolitzat pel baptisme. En biologia, és un terme equivalent a recapitulació, la hipòtesi avui refutada que afirma que les fases de desenvolupament d'un organisme passen pels mateixos canvis experimentats en la seva forma i estructura que en l'evolució de l'espècie. En teoria política, la palingenèsia és un component central de l'anàlisi del feixisme de Roger Griffin com a ideologia fonamentalment modernista.

## Filosofia i teologia
La paraula palingenèsia o també palingènesi (grec antic: παλιγγενεσία) es remunta als pitagòrics i als estoics. Per als primers feia referència a l'etern retorn, entès com la reaparició de les ànimes que fonamenta l'univers. Els estoics, en canvi, van utilitzar el terme per referir-se a la creació continua de l'univers. De la mateixa manera, Filó d'Alexandria va parlar de Noé i els seus fills com a líders d'una renovació o renaixement de la terra, Plutarc de la transmigració de les ànimes i Ciceró del seu propi retorn de l'exili. Modernament ha estat defensada, entre d'altres, per Charles Bonnet (La palingénésie philosophique, ou Idées sur l'état passé et sur l'état futur des êtres vivants, 1769) i Pierre Simon Ballanche (La palingénésie sociale, 1827).
A l'Evangeli segons Mateu s'afirma que Jesús utilitzant la paraula palingenèsia ("παλιγγενεσία") en grec (tot i que la seva declaració històrica hauria estat molt probablement en arameu) per descriure l'últim judici que preveu l'esdeveniment de la regeneració d'un nou món. Per tant, Palingenèsia és el resultat o el motiu del Judici Final, directament en si mateix.
En filosofia denota en el seu sentit més ampli la teoria (per exemple dels pitagòrics) que l'ànima humana no mor amb el cos, sinó que neix de nou en noves encarnacions. És per tant l'equivalent a la metempsicosi. El terme té un ús més estret i específic en el sistema de Schopenhauer, que el va aplicar a la seva doctrina que la voluntat no mor, sinó que es manifesta de nou en nous individus. Així, repudia la doctrina de la metempsicosi primitiva que manté la reencarnació de l'ànima particular.
Robert Burton, a Anatomia de la malenconia (1628), escriu: "Els pitagòrics defensen la metempsicosi i la palingenèsia, que les ànimes van d'un cos a un altre".

El metge i filòsof anglès Thomas Browne en el seu Religio Medici (1643) va proclamar la creença en la palingenèsia en afirmar: 
 Una planta o un vegetal consumit fins a les cendres, a un estudiós filòsof contemplatiu li sembla completament destruïda, i que la forma ha desaparegut per sempre: Però per a un artista assenyat no es perden les formes, sinó que es retiren a la seva part incombustible, on estan protegisdes de l'acció d'aquest element devorador. Això es demostra per l'experiència, que pot, des de les cendres d'una planta reviure la planta, i des de les seves restes recordar-la fins a la tija i sortir de nou. ” 
 La palingènesia també apareix a la narració Letizia de Salvador Espriu, amb clares referències a E. A. Poe, explicitades al subtítol, en què després d'enterrar la seva estimada Letizia, el narrador la veu progressivament identificada en la seva cosina Carola Marelli, amb qui passarà la nit.

## Ciència
En biologia moderna (p. ex Haeckel i Fritz Müller), la palingènesi s'ha utilitzat per referir-se a la reproducció exacta de les característiques ancestrals per herència, en contraposició a la cenogènesi, en què les característiques heretades es modifiquen a causa de l'entorn.
En un altre sentit ben diferent, Karl Beurlen també va utilitzar el terme per referir-se al mecanisme de la ortogènesi en la seva teoria de l'evolució.